# زمین‌لرزه ۱۹۱۷ اندونزی
زمین‌لرزه اندونزی  در تاریخ ۲۱ ژانویه ۱۹۱۷ میلادی، برابر با ‎۱ بهمن ۱۲۹۵، ساعت ۲۳:۱۱:۳۴ به زمان یوتی‌سی در اندونزی رخ داد. بزرگی آن ۶٫۶ در مقیاس ریشتر اعلام شده‌است. زمین‌لرزه به وقت محلی در روز دوشنبه، ساعت ۶ روی داده و منطقه زمانی آن یوتی‌سی +۷ بوده‌است .
سازمان زمین‌شناسی آمریکا نیز جای این زمین‌لرزه را در مختصات ۷°جنوبی ۱۱۶°شرقی / ۷°جنوبی ۱۱۶°شرقی و بزرگی آنرا برابر با ۶٫۶ در مقیاس ریشتر اعلام کرده‌است. 
سونامی نیز در این زلزله گزارش شده‌است.